# Nannowithius pakistanicus
Nannowithius pakistanicus är en spindeldjursart som först beskrevs av Beier 1978.  Nannowithius pakistanicus ingår i släktet Nannowithius och familjen Withiidae. Inga underarter finns listade i Catalogue of Life.